# Frangipane the tortoise
Frangipane the tortoise er en dansk animationsfilm fra 1993 med instruktion og manuskript af Anthony Evans.

## Handling
Barney Richards er 37 år, og bor i en lille provinsby sammen med sin mor. En aften på det lokale diskotek løber han ind i Gavin, en gammel ven, der klarer sig godt i storbyen. Pludselig føler Barney sig utilstrækkelig - som om livet er passeret forbi ham. Hvem er ansvarlig for det? Hvis er skylden? Guds, hans mors, hans egen eller den uskyldigt udseende skildpaddes, der bor i baghaven?